# Отворено првенство Катара за мушкарце 2004.
Отворено првенство Катара за мушкарце 2004 (познат и под називом Qatar ExxonMobil Open 2004) је био тениски турнир који је припадао АТП Интернационалној серији у сезони 2004. То је било дванаесто издање турнира који се одржао на тениском комплексу у Дохи у Катару од 5. јануара 2004. — 11. јануара 2004. на тврдој подлози.

## Носиоци
| Држава | Играч             | Позиција1 | Носилац |
| ------ | ----------------- | --------- | ------- |
| САД    | Енди Родик        | 1         | 1       |
| НЕМ    | Рајнер Шитлер     | 6         | 2       |
| АУС    | Марк Филипусис    | 9         | 3       |
| ФРА    | Себастијан Грожан | 10        | 4       |
| ЧИЛ    | Николас Масу      | 12        | 5       |
| МАР    | Јунес ел Ајнауи   | 14        | 6       |
| УК     | Тим Хенман        | 15        | 7       |
| АРГ    | Агустин Каљери    | 24        | 8       |

- 1 Позиције од 29. децембра 2003.[1]

### Други учесници
Следећи играчи су добили специјалну позивницу за учешће у појединачној конкуренцији:
- Томас Енквист
- Никола Ескиде
- Султан Халфан

Следећи играчи су ушли на турнир кроз квалификације:
- Владимир Волчков
- Иво Хојбергер
- Бохдан Улихрах
- Маркус Ханчк

### Одустајања
- Радек Штјепанек (прво коло)

## Носиоци у конкуренцији парова
| Држава | Играч          | Држава | Играч          | Носиоци |
| ------ | -------------- | ------ | -------------- | ------- |
| ШВЕ    | Јонас Бјеркман | АУС    | Тод Вудбриџ    | 1       |
| БАХ    | Марк Ноулз     | КАН    | Данијел Нестор | 2       |
| ЧЕШ    | Мартин Дам     | ЧЕШ    | Цирил Сук      | 3       |
| САД    | Џаред Палмер   | ЧЕШ    | Павел Визнер   | 4       |

### Други учесници
Следећи играчи су добили специјалну позивницу за учешће у конкуренцији парова:
- Штефан Коубек/ Енди Родик
- Џен-Мајкл Гамбил/ Травис Парот

## Шампиони

### Појединачно
Никола Ескиде је победио  Ивана Љубичића са 6:3, 7:6 (7:4).
- Ескидеу је то била једина титула те сезоне и последња (четврта) у каријери.

### Парови
Мартин Дам /  Цирил Сук су победили  Штефана Коубека /  Ендија Родика са 6:2, 6:4.
- Даму је то била прва (од три) титуле те сезоне и 27-ма (од 40) у каријери.
- Суку је то била прва (од три) титуле те сезоне и 29-та (од 32) у каријери.